# Ängelholm Station
Ängelholms station, er en svensk jernbanestation i Ängelholm i Skåne i Sverige. Tæt ved stationen ligger Sveriges Järnvägsmuseum, der er det svenske jernbanemuseum. I forbindelse med museet, ligger også Järnvägsskolan, der er stedet, hvor man uddanner folk, der skal arbejde ved jernbanerne.

## Trafik
Fra Ängelholm kører der Pågatåg mod Malmö via Helsingborg, Landskrona og Lund. Fra Ängelholm kører der endvidere Øresundstog mod Göteborg, Halmstad, Helsingborg, Malmö, Kastrup og videre mod Helsingør.
| Foregående station       |  | Veolia              |  | Efterfølgende station |
| ------------------------ |  | ------------------- |  | --------------------- |
| Helsingborg Cmod Malmö C |  | ÖresundstågGöteborg |  | Båstadmod Göteborg C  |

| Jernbane | Spire Denne jernbaneartikel er en spire som bør udbygges. Du er velkommen til at hjælpe Wikipedia ved at udvide den. |

56°14′48″N 12°51′12″Ø / 56.24667°N 12.85333°Ø